# Voinești, Argeș
Voinești este un sat în comuna Lerești din județul Argeș, Muntenia, România. Este situat în partea de nord a județului, în Depresiunea Câmpulung Muscel.
Este primul sat numărând dinspre orașul Câmpulung Muscel.